# Lesław Nowara
Lesław Nowara (ur. 16 marca 1963 w Gliwicach) – polski poeta, aforysta i prawnik.

## Życiorys
Ukończył studia prawnicze na Wydziale Prawa i Administracji Uniwersytetu Śląskiego w Katowicach (1982-87). Debiutował na łamach prasy literackiej w 1983. Jest członkiem Stowarzyszenia Pisarzy Polskich (od 1994). Od kwietnia 2014 pełni funkcję wiceprezesa i skarbnika oddziału SPP w Katowicach.
Jego twórczość recenzowały m.in.: „Twórczość”,  „Poezja”, „Nowe Książki”, „Studium”, „Opcje”, „Akant”, „Magazyn literacki”, „Rzeczpospolita”, „Gazeta Wyborcza”, „Gość Niedzielny”, „Śląsk”.

## Publikacje
Poezja:
- „Suknia z papieru i brązu”, Bibliotheca Ecce, Katowice 1987  (arkusz poetycki)
- „Zielona miłość”, ZLP, Katowice 1991
- „Dom o zielonych oknach”, Gliwice 1993
- „Trzecie oko”, Instytut Wydawniczy ŚWIADECTWO, Bydgoszcz 1996
- „Rosyjska ruletka”, Wydawnictwo MINIATURA, Kraków 1999,
- „Kokon”, 2001, KARTKI, Białystok 2002
- „Cichociemno”, Wydawnictwo PARNAS, Gliwice 2006
- „Kropka i Kreska”, Wydawnictwo V8, Gliwice 2013

Aforystyka:
- „Świat według Ludka”, Instytut Wydawniczy ŚWIADECTWO, Bydgoszcz 1995
- „Wielki Mały Ludek”, KARTKI, Białystok 2004

Edycje zbiorowe:
- „Macie swoich poetów. Liryka polska urodzona po 1960 roku. Wypisy”, Wydawnictwo Lampa i Iskra Boża, Warszawa 1996
- „Antologia nowej poezji polskiej”, Wydawnictwo Zielona Sowa, 2000
- „Aforyzmy polskie. Antologia”, Wydawnictwo Antyk, 2001
- „In our own Words. A generation defining itself”  Volume 5, MW Enterprises, 2004 (USA)
- „Wielka Księga Myśli Polskiej. Aforyzmy. Przysłowia. Sentencje”, Wydawnictwo Klub dla Ciebie, 2005

## Wyróżnienia
- Nagroda Artystyczna Wojewody Katowickiego, 1998
- Nagroda Prezydenta Gliwic za osiągnięcia w dziedzinie kultury i sztuki, 2000
- Srebrna Odznaka Honorowa za Zasługi dla Województwa Śląskiego, 2011
- Brązowy Krzyż Zasługi, 2013